# Laure Bosc
Laure Bosc (ur. 25 lutego 1988) – francuska biathlonistka, trzykrotna mistrzyni świata juniorów w biathlonie z 2007 r. Wygrała wtedy w sprincie, biegu indywidualnym oraz w sztafecie. Poza tym wywalczyła brązowy medal w biegu pościgowym. Dotychczas nie startowała w zawodach Pucharu Świata.

## Osiągnięcia

### Mistrzostwa świata juniorów
| 2007 Martello (Włochy)   | 1. miejsce (IN), 1. miejsce (SP), 1. miejsce (RL), 3. miejsce (PU)   |
| 2008 Ruhpolding (Niemcy) | 29. miejsce (IN)                                                     |
| 2009 Canmore (Kanada)    | 5. miejsce (IN), 16. miejsce (SP), 13. miejsce (PU), 4. miejsce (RL) |

### Mistrzostwa Europy
| 2010 Otepaa (Estonia) | 29. miejsce (IN), 20. miejsce (SP), 25. miejsce (PU) |

### Puchar Świata

#### Miejsca w klasyfikacji generalnej
| Sezon     | Miejsce |
| --------- | ------- |
| 2011/2012 | 75.     |

### Puchar IBU

#### Miejsca w klasyfikacji generalnej
| Sezon     | Miejsce |
| --------- | ------- |
| 2009/2010 | 9       |
| 2010/2011 | 33      |

#### Miejsca na podium chronologicznie
| Lp. | Dzień     | Rok  | Miejscowość | Konkurencja      | Lokata | Pudła | Czas biegu  | Strata | Zwycięzca          |
| --- | --------- | ---- | ----------- | ---------------- | ------ | ----- | ----------- | ------ | ------------------ |
| 1.  | 16 lutego | 2012 | Canmore     | Sprint na 7,5 km | 3.     | 0+0   | 21:50.7 min | 27.3 s | Aleksandra Alikina |